# Wahlenbergia peduncularis
Wahlenbergia peduncularis är en klockväxtart som först beskrevs av Nathaniel Wallich och A.Dc., och fick sitt nu gällande namn av Joseph Dalton Hooker och Thomas Thomson. Wahlenbergia peduncularis ingår i släktet Wahlenbergia och familjen klockväxter. Inga underarter finns listade i Catalogue of Life.